# Washington Castro
Washington Castro (* 13. Juli 1909 in Buenos Aires; † 29. Oktober 2004 in Mar del Plata) war ein argentinischer Komponist, Dirigent und Cellist.

## Leben
Der Sohn des Cellisten Juan José Castro (1864–1942) studierte Komposition bei Honorio Siccardi und Cello bei seinem älteren Bruder José María und bei Alberto Schiuma. In Paris setzte er seine Instrumentalausbildung bei Maurice Maréchal fort; ein Studium bei Pablo Casals wurde durch den Ausbruch des Spanischen Bürgerkriegs verhindert. Er hatte zwei weitere Brüder, Juan José und Luis Arnoldo.
1929 begann Castros Laufbahn als Solocellist. Er trat mit Orchestern wie dem Orquesta Filarmónica de Buenos Aires und dem Orquesta Sinfónica de Radio el Mundo auf, gründete zwei Streichquartette und gehörte 1938 zu den Gründungsmitgliedern der Agrupación de Violonchelistas de Buenos Aires.
1944 wurde Castro Leiter des Orquesta de Cámara de la Asociación del Profesorado Orquestal. 1956 wurde er mit der Gründung der Sinfónica Provincial de Santa Fe beauftragt, die er bis 1963 leitete. Ab 1964 dirigierte er die Sinfónica de Córdoba, von 1971 bis 1976 das Jugend-KammerorchesterTeodoro Fuchs des LRA Radio Nacional, dann bis 1984 die Sinfónica de Mar del Plata und bis 1988 deren Jugendorchester. Als Gastdirigent trat er u. a. mit der Sinfónica de la Universidad Nacional de Cuyo, der Sinfónica de Tucumán, der Sinfónica Nacional und der Filarmónica de Buenos Aires auf.
Castro unterrichtete in Buenos Aires an den städtischen Konservatorien Manuel de Falla und Juan José Castro sowie an den Universitäten von La Plata, Litoral und Córdoba, wo er die Lehrstühle für Violoncello und Kammermusik innehatte.
Castro komponierte Klavier- und Cellostücke, Lieder und Kammermusik, Instrumentalkonzerte und andere Orchesterwerke. Auch seine Geschwister wurden als Musiker bekannt: José María Castro (1892–1964) war ebenfalls Komponist, Dirigent und Cellist, Juan José Castro (1895–1968) Dirigent, Violinist, Pianist und Komponist und Luis Arnoldo Castro (1902–1973) Violinist und Musikwissenschaftler.

## Werke
| - Sonata, para clarinete y piano, 1941 - Obertura Festiva, para orquesta de cámara, 1941 - Variaciones sobre un tema original für Klavier, 1942 - Sonata, para violonchelo y piano, 1942 - Cuatro piezas sobre temas infantiles für Klavier, 1942 - Sonata en Fa für Klavier, 1943 - Belén, Estampa de Navidad für Orchester, 1943 - Obertura trágica für Orchester, 1944 - Salmo 33 für Tenor und Orchester, 1944 - Primer cuarteto para cuerdas, en Fa, 1945 - Divertimento para siete instrumentos, 1945 - Nocturno y danza für Orchester, 1946–52 - Intermezzi für Klavier, 1947 - Dos piezas fáciles für Klavier, 1947 - Variaciones y fuga, Sobre un antiguo coral für Orchester, 1947 - Tres cantos del mar, sobre canciones marineras inglesas für Streichquartett, 1948 - Segundo cuarteto para cuerdas, en La, 1949 - Concierto elegíaco für Viola und Orchester, 1950 - El Concierto campestre, Suite según el cuadro de Giorgione für Orchester, 1950 - Obertura para niños für Orchester, 1951 - Música para orquesta de cámara, 1951 - Música de primavera, para quinteto de instrumentos a viento, 1952 - Suite Sinfónica, 1953 - Preludios für Klavier, 1954 - Sinfonía primaveral, 1956 - Obertura Jubilosa für Orchester, 1957 - Comentarios Sinfónicos para la Pasión de Nuestro Señor, para recitante y orquesta, 1956 - Cantata de las Bienaventuranzas, para barítono y orquesta, 1958 - Concierto, para piano y orquesta, 1960 - Sinfonía breve, para orquesta de cuerdas, 1961 - Sonata para ocho instrumentos, 1961 - Tres piezas para orquesta, 1962 - Salmo 23 für Chor und Streicher, 1962 - Concierto para orquesta, 1963 - Rapsodia, para violonchelo y orquesta, 1964 - Tres piezas, para bronces y percusión, 1965 - Tercer cuarteto para cuerdas, 1965 - Música Sinfónica para Juana de Arco, 1968 - Improvisación für Flöte und Klavier, 1968 - Canto elegíaco, In memoriam Juan José Castro für Cello und Klavier, 1968 - Tangos für Cello und Klavier, 1969 - Música para quinteto de vientos, 1969 - 625, Tango para piano, 1969 - Tres piezas para cuerdas, 1970 - Coral y Tocata, para orquesta de cuerdas, 1970 - Variaciones sobre un tema de Haendel, 1970 - Retablo de Notre Dame für Orchester, 1971 - Tangos, para orquesta de cuerdas, 1972 | - Andante y Allegro, para contrabajo y orquesta, 1972 - Monólogo. Homenaje a José María Castro für Cello, 1972 - Cántico de Paz, para barítono y orquesta, 1974 - Rapsodia en ritmo de tango für Orchester, 1978 - Tango para cinco, 1979 - Tres piezas simples, para trío de flautas dulces, 1980 - Salmo 150 für Chor, Streicher und Perkussion, 1981 - Divertimento 1982, 1982 - Nocturno para corno inglés y orquesta de cuerdas, 1982 - Pastoral, para quinteto de instrumentos de viento, 1982 - Cuadros de Picasso, Suite sinfónica, 1983 - Poema, para viola y orquesta de cámara, 1983 - Danza para Rosart Formación für Violine, Viola, Cello und Klavier, 1983 - Pastoral für Flöte, Oboe, Violine und Cello, 1983 - Himno, para conjunto de violonchelos y vientos, 1983 - Breve preludio für Klavier, 1984 - Valses románticos für Orchester, 1985 - Cuarteto para piano, violín, viola y violonchelo, 1985 - Intermezzo - Pastoral y Serenata, para flauta, oboe, clarinete, trompa, violonchelo, 1985 - Tríptico porteño für Klavier, zwei Violinen, Viola und Cello, 1986 - Preludio y capricho burlesco für Flöte, Oboe, Klarinette, Fagott und Trompete, 1986 - Dos piezas, para violín y piano, 1986 - Tango nostálgico für Klavier zu vier Händen, 1986 - Dos pastorales für Orchester, 1988 - Diálogo für Klarinette und Klavier, 1988 - Dos Preludios Breves für Klavier, 1988 - Música de circo y danza rústica, para pequeña orquesta, 1988 - Concierto de Angeles, 7 piezas für Orchester, 1989 - Cinco miniaturas, para quinteto de instrumentos a viento, 1989 - Variaciones sobre un tema de La flauta mágica de Mozart für Orchester, 1990 - Adagio y Scherzo fantástico für Orchester, o. D. - Paseo por la orquesta, Obra sinfónico - didáctica, 1991 - Trío für Flöte, Klarinette und Fagott, 1991 - La Flauta y la luna für Flöte und Klavier, 1992 - Momentos musicales für Orchester, 1993 - Milonga del verano für Flöte, Klarinette, Fagott und Trompete, 1993 - Dos preludios für Fagott und Klavier, 1993 - Otoño y primavera en Mogotes für Orchester, 1994 - Dos Preludios Marplatenses für Orchester, 1995 - Divertimento, para oboe y orquesta de cuerdas, 1995 - Suite breve für Klarinette, Cello und Klavier, 1996 - Intermezzo lírico für Violine und Klavier, 1996 - Variaciones sobre el tango "La Cumparsita" für Streichorchester, 1997 - Cuatro piezas für Klavier, 1997 - Suite para ocho violonchelos, 1998 - Sonatina für Violine und Klavier, 1999 - Momentos Musicales für Oboe, Englischhorn, Violine, Viola und Cello, 2000 |

| Personendaten    | Personendaten                                  |
| ---------------- | ---------------------------------------------- |
| NAME             | Castro, Washington                             |
| KURZBESCHREIBUNG | argentinischer Komponist, Dirigent und Cellist |
| GEBURTSDATUM     | 13. Juli 1909                                  |
| GEBURTSORT       | Buenos Aires                                   |
| STERBEDATUM      | 29. Oktober 2004                               |
| STERBEORT        | Mar del Plata                                  |